# Eustácio Ciminiano
Eustácio Ciminiano (em grego: Εὐστάθιος Κυμινειανός; romaniz.: Eústáthios Kymineianós; fl. 1087-1107) foi um oficial e almirante sênior eunuco bizantino sob o imperador Aleixo I Comneno (r. 1081–1118). Ao longo de sua carreira, unicamente descrita na Alexíada de Ana Comnena, envolveu-se com a construção em 1087 duma fortaleza nas imediações de Nicomédia para conter o avanço turco e em 1095, cegou o rebelde Constantino Diógenes. Tempos depois, em 1101/1102, retomou e refortificou Córico e colocou guarnições na ilha e em Selêucia (atual Silifke). Por esse tempo foi elevado de caníclio para grande drungário da marinha e por 1107 tornou-se governador de Constantinopla.

## Biografia

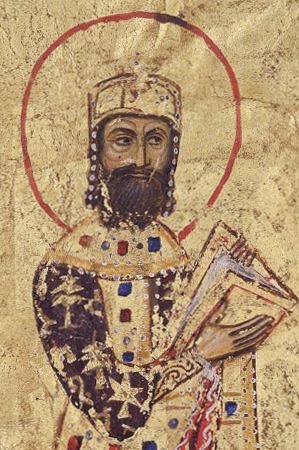
Iluminura de r.

A vida de Eustácio é conhecida apenas através da Alexíada da filha de Aleixo I, Ana Comnena. Aparece pela primeira vez em 1087, quando o imperador estava hospedando o emir seljúcida de Niceia, Abu Alcacim em Constantinopla. Apesar dum tratado de paz, Aleixo decidiu usar a ausência do emir para erigir uma nova fortaleza para conter a recém-conquista de Nicomédia. Eustácio foi enviado com uma pequena frota carregada com materiais e construtores para erigi-la. Para evitar a reação turca, ele tratou-os com cortesia e alegou que Abu Alcacim estava permitindo o trabalho, durante todo o tempo impedindo quaisquer navios de velejar das costas da Bitínia e notificar o emir. Através deste ardil, Eustácio foi bem sucedido em seu objetivo.
Aparece novamente em 1095 em Tzúrulo, quando tomou custódia do rebelde que alegou ser um filho de Romano IV Diógenes (r. 1068–1071), e invadiu o Império Bizantino com ajuda dos cumanos. Antes de levá-lo para Constantinopla, Eustácio o cegou. Poucos anos depois, em 1101/1102, durante a guerra de Aleixo com Boemundo I de Antioquia e seu sobrinho Tancredo, enquanto Tancredo estava sitiando Laodiceia, Eustácio foi enviado com uma frota para tomar e refortificar a ilha de Córico e o porto de Selêucia em sua retaguarda. É provável que por esta época foi elevado do posto de caníclio (guardião do tinteiro imperial) para almirante (grande drungário da frota). Eustácio rapidamente concluiu sua tarefa, e depois disso deixou fortes guarnições em ambos os locais, retornando para Constantinopla.
Aparece pela última vez em 1107, quando Aleixo nomeou-o, junto com Nicéforo Decano, governador de Constantinopla enquanto o imperador estava em campanha contra Boemundo nos Bálcãs Ocidentais.